# 紺田照の合法レシピ
『紺田照の合法レシピ』（こんだてるのごうほうレシピ）は、馬田イスケによる漫画作品。『少年マガジンR』（講談社）にて、2015年第1号から2019年第6号まで連載された。全9巻。
現代日本を舞台にし、架空の指定暴力団・霜降肉組に所属する男子高校生・紺田照が、極道ならではの発想や言い回しを駆使しながら料理を作る様子を描いた料理漫画となっている。累計発行部数は30万部を突破。作中で披露されている料理はフードコーディネーターの監修が入った本格的な内容となっており、そのレシピの詳細はクックパッド内に開設された公式ページから閲覧することができる。

## ストーリー
東京都を根城とする指定暴力団・霜降肉組（しもふりにくぐみ）の新人組員、紺田照。彼は弱冠18歳でありながら、その度胸と冷静さで幾度も組の危機を救い、皆から一目置かれている。そんな彼の趣味兼特技は「料理」。修羅場の中にあっても、常に料理の発想を忘れない照のレシピが今日も披露される。

## 登場人物
名前は基本的に食材や料理の名をもじったものになっている。

### 霜降肉組（しもふりにくぐみ）
東京都を根城とする指定暴力団。銃や高級食材の密輸などは行っているものの、麻薬の密売はご法度としている。
紺田 照（こんだ てる）
演 - 竜星涼
本作の主人公。18歳の新人組員ながら度胸と冷静さを兼ね備え、組の中での評判は高い。また、暴力団員の身分を隠して高校にも通っており、趣向を凝らした弁当を持参する。かつて母親を強盗に殺されかけた過去があり、顔にはその時にナイフで付けられた傷跡が残っている。
料理のことを常に考え続けており、日常や修羅場においても料理になぞらえた言葉を多用する。また、調理中や料理の感想を述べるときは暴力団やアウトローが使う言葉を使用することが多い。
狼須 武蔵（ろうす むさし）
演 - 青柳翔
霜降肉組の若頭。たった一人で敵対する組員20人を仕留めた偉業を持つ屈指の武闘派で、無類の女好きでもある。
貧しい家庭で育ったためか「食べ物は自分を支えてくれるファミリー」を信条とし、食べ物を粗末にするものは同じ組の仲間だろうと容赦なく制裁するため、「骨も残さぬ狼」の異名で恐れられている。またたとえ自分の命が狙われているとしても、知人が出した店の開店祝いに行くのを欠かさないなど、義理人情に厚く勇猛果敢な性格でもある。
丸長 栄治（まるなが えいじ）
演 - 内山信二
霜降肉組の組員で、照の兄貴分の一人。坊主刈りと肥満気味の体型が特徴。昔は芸能人となって食レポをするのが夢だった。
上の人間たちから評判の良い照にはやや嫉妬していたものの、縁日でのお好み焼き販売が照の作ったタイ風お好み焼きで完売できたうえ、「丸長さんの良い実況のおかげで完売できた」という照の賞賛を受け考えを改める。
美濃（みの）
演 - カトウシンスケ
霜降肉組の組員で、丸長と同じく照の兄貴分の一人。「鮎美」という名前の恋人がおり、組員に隠れて彼女の趣味である水耕栽培の手伝いをしている。
霜降 美月（しもふり みつき）
演 - 篠田麻里子
霜降肉組の5代目組長。本編開始から3年前に先代組長である夫の肉蔵に先立たれるも、女手一つで組と息子を養い、夫から古き良き任侠道を完璧に受け継ぎ、組員たちからの信頼も厚い。
霜降 羽牟助（しもふり はむすけ）
演 - 林田悠作
美月と肉蔵の一人息子で現在5歳。毬栗のような髪型が特徴。
父のような立派な男になってほしいと願う母の和風一色な教育には辟易しており、ヒップホップダンスを習いたかったのに日本舞踊教室に連れてこられた時は呆れていた。

### 霜降肉組の関係者
鰭中 幻一郎（ひれなか げんいちろう）
演 - 六平直政
霜降肉組を傘下に収める指定暴力団「肉食会総本部」会長。長い髭が特徴で、コルレオーネという名のグレート・デーンを愛犬とする。
香りを嗅いだだけで調味料を言い当てるなど非常に料理に精通しており、その正体を知らなかった照も「只者ではない」と称賛している。霜降肉組の懇親会のバーベキューにホームレスを装って潜入した際、照が振舞った「豚肩ロースの炭火焼き（紅生姜タルタルソース添え）」に感動し、ストロガノフとのチョウザメ取引に照を推薦した。
アブラム・コンスタンチノヴィフ・カラシニコフ
演 - セルゲイ・クワエフ
鰭中と面識のあるロシアンマフィア「ストロガノフ」のリーダー。レンガを素手で握り潰すほどの怪力を誇る巨漢。
チョウザメ密輸取引のためロシアに訪れた照と狼須を「パッとしねぇ味の豆腐ばっかり食ってる日本人は信用出来ない」と見下して最初は難色を示した。だがアジトの上の日本料理店「縄張」で照が作った「豆腐と味噌入りの和風ピロシキ」を食べて感動し、取引に応じた。
この一件で照を気に入り、ロシア滞在中は格闘術を教えた。

### 桃嘉十組（ももかじゅうぐみ）
霜降肉組と対立する指定暴力団。美月を殺害しようと組事務所に乗り込んだり、霜降肉組のシマで密漁品の取引をしたりなど、度々霜降肉組と抗争を引き起こしている。
万豪 熟雄（まんごう じゅくお）
演 - 小沢仁志
桃嘉十組の3代目組長。度々霜降肉組に対してもめ事を引き起こしている。
美月に色目を使うも、彼女の脅しを受けた際は震え上がっていた。
渋井 柿也（しぶい かきや）
桃嘉十組の若頭補佐。原作漫画第23話「フルーティーなカチコミ」に登場する。
霜降家自宅を襲撃し、美月と羽牟助殺害を目論んでいたが、現場に照が居合わせたため、照に美月の銃殺を持ちかけ、応じれば照と羽牟助の命は見逃すと告げる。
結果的に目論見は失敗し、美月にクレーンで宙づりされる羽目になる。
日向夏 猛（ひゅうがなつ たける）
桃嘉十組の組員。顔中にピアスをつけた巨漢で、ナイフ二丁でのタックル「猛牛突き」を必殺技とする。
10人以上の仲間とともに銃火器で武装して霜降肉組に殴り込みに来たときは、照の威圧に恐れをなして撤退するも、特別編『夏の暴力づくし』にて照を襲撃した。しかしロシアでアブラムに格闘術を習った照のカウンターを受け、呆気なく気絶し倒された。

### その他の人物
春 真希（はる まき）
演 - 山本舞香
照が通う高校のクラスメートで学級委員長。5歳の頃から空手をやっており、道場期待の星とも呼ばれている。
学内で敬遠されている照にも臆することなく親身に接する明るい性格で、照もその性格を羨ましがっている。
春 雨太郎（はる あめたろう）
演 - 稲葉友
真希の実兄。現役の刑事で、階級は巡査。
かつて母が暴力団抗争の際の流れ弾に撃たれて亡くなったことから、暴力団を激しく憎悪している。
桃嘉十組の密漁品の調査で照と共闘したことがあるものの、彼が妹のクラスメートだとは気づいていない。
海老原 涼（えびはら りょう）
演 - 小林亮太
照のクラスメート。実家は老舗の高級料亭を営んでいる。学校ではサッカー部に所属しており女子からの人気は高いが、本人は真希以外には興味を持っていない。
真希が照に関心を寄せていることから、照のことを一方的にライバル視している。
竜田 揚彦（たつた あげひこ）
第2話に登場。“暴れ竜（あばれりゅう）”と呼ばれる格闘家。スナックちゃぱてぃで酔っ払って女の子にちょっかいを出していた所を、紺田に納められる。
御手洗 団吾（みたらし だんご）
演 - ほんこん
照の通う高校の体育教師。

## 書誌情報
- 馬田イスケ 『紺田照の合法レシピ』 講談社〈KCデラックス〉、全9巻
  1. 2016年2月17日発売[6]、ISBN 978-4-06-377431-3
  2. 2016年8月17日発売[7]、ISBN 978-4-06-393008-5
  3. 2016年12月16日発売[8]、ISBN 978-4-06-393122-8
  4. 2017年7月14日発売[9]、ISBN 978-4-06-393230-0
  5. 2017年11月16日発売[10]、ISBN 978-4-06-510434-7
  6. 2018年3月16日発売[11]、ISBN 978-4-06-511145-1
  7. 2018年10月17日発売[12]、ISBN 978-4-06-512217-4
  8. 2019年3月15日発売[13]、ISBN 978-4-06-514623-1
  9. 2019年11月15日発売[14]、ISBN 978-4-06-517515-6

## 実写ドラマ
2017年12月6日に実写ドラマ化が発表され、2018年3月6日からAmazon Prime Videoで独占配信されている。
監督は『孤独のグルメ』（Season1から3）、『女くどき飯』、『ホクサイと飯さえあれば』などで演出・監督を務めた宝来忠昭が担当している。

### キャスト
- 紺田照 - 竜星涼
- 春真希 - 山本舞香
- 狼須武蔵 - 青柳翔 (劇団EXILE)
- 美濃（みの） - カトウシンスケ
- 丸長英治 - 内山信二
- 鬼灯小次郎（ほおずきこじろう） - 木村了
- 御手洗団吾（みたらしだんご） - ほんこん
- 回鍋婁（ほいこーろー） - 坪倉由幸（我が家）
- 築根先生（つくねせんせい） - 平井“ファラオ”光（馬鹿よ貴方は）
- 海老原涼 - 小林亮太
- 春雨太郎 - 稲葉友
- 寿司田沙織 - 久保遥
- 鰭中幻一郎 - 六平直政
- アブラム - Sergey K
- もやし野郎(八下国幸) - YOUNG DAIS
- 霜降美月 - 篠田麻里子
- 霜降羽牟助 - 林田悠作
- 霜降肉蔵 - 小木茂光
- 千代子礼三 - 中野英雄
- 鮎美 - 小宮有紗
- 万壕熟雄 - 小沢仁志

### スタッフ
- 監督 - 宝来忠昭
- 脚本 - 井上聖司、神田優
- 音楽 - フジモトヨシタカ
- 制作 - 永山雅也、由里敬三
- エグゼクティブプロデューサー - 千葉善紀
- プロデューサー - 谷戸豊、竹内一成
- 制作プロダクション - ジャンゴフィルム
- 制作協力 - 日活撮影所
- 企画製作 - 日活

### 主題歌
OPテーマ「boys」
歌 - Brian the Sun

### 配信日程
| 配信回    | 配信日  | サブタイトル           | 脚本     |
| --------- | ------- | ---------------------- | -------- |
| episode1  | 3月6日  | 鬼に包丁               | 井上聖司 |
| episode2  | 3月6日  | 秋の味覚と密売人       | 神田優   |
| episode3  | 3月6日  | 引退式は華やかに       | 神田優   |
| episode4  | 3月13日 | 煙の中の死闘           | 井上聖司 |
| episode5  | 3月20日 | ロシアより魂を揚げて   | 井上聖司 |
| episode6  | 3月27日 | ディナーは穴掘りの後で | 神田優   |
| episode7  | 4月3日  | 極道の女-食べてみぃや- | 井上聖司 |
| episode8  | 4月10日 | シャブ注入             | 神田優   |
| episode9  | 4月17日 | 囚われた旨み-前編-     | 井上聖司 |
| episode10 | 4月24日 | 囚われた旨み-後編-     | 井上聖司 |